# 勝田智明
勝田 智明（かつだ ともあき）は、日本の厚生労働官僚。インドネシア労働・移住省労働政策アドバイザー、厚生労働省大臣官房総括審議官等を経て、東京労働局長を務めた。

## 人物・経歴
東京大学法学部卒業後、1982年労働省入省。富山県総務部国際課長、在連合王国日本国大使館一等書記官、国際労働機関総会日本政府代表顧問、厚生労働省大臣官房国際課海外情報官兼大臣官房国際課海外情報室長などを経て、2002年厚生労働省職業安定局外国人雇用対策課長。2004年厚生労働省職業安定局雇用政策課長。2006年厚生労働省労働基準局労災補償部労災管理課長。
2008年厚生労働省大臣官房国際課長。2012年インドネシア労働・移住省労働政策アドバイザー（JICA専門家）。2014年厚生労働省職業安定局次長。2015年厚生労働省大臣官房総括審議官（国際担当）、国際労働機関理事会日本政府代表代理。2016年国際労働機関理事会日本政府代表。
2017年から東京労働局長を務めたが、2018年に発表を「プレゼント」と表現したことや「皆さんの会社に行って、是正勧告してもいいんだけど」と発言したことなどが、立憲民主党らによる野党合同ヒアリングで批判を受けるなどし、衆議院厚生労働委員会へ参考人招致された。
辞任は否定していたが、結局蒲原基道厚生労働事務次官から厳重注意を受けたのち、減給10分の1（3カ月）の懲戒処分も受けて更迭され、厚生労働省大臣官房付に異動し、退官した。2019年CRGホールディングス顧問、コーエイリサーチ&コンサルティング業務委託受注者。